# Китаев, Владимир Фёдорович
Владимир Фёдорович Китаев (25 июня 1909—1986) — советский пловец и ватерполист. Многократный чемпион и рекордсмен СССР. Заслуженный мастер спорта СССР (1939). Судья всесоюзной категории по плаванию и водному поло (1954).

## Биография
Выступал за «Динамо» (Ленинград).
Владимир Китаев неоднократно побеждал на чемпионатах страны по плаванию. На Всесоюзной спартакиаде 1928 года победил в четырёх дисциплинах и обновил четыре рекорда СССР (400 и 1500 м вольным стилем, эстафета 4×100 м вольным стилем и комбинированная эстафета). В 1934 г. стал чемпионом страны в военизированной эстафете 4×50 м, в 1936 г. на дистанции 200 м вольным стилем и эстафетах 4x100 и 4x200 вольным стилем, в 1938 г. на дистанции 400 м вольным стилем.
Всего им установлено более 100 рекордов СССР в плавании. Последний для него рекорд страны установил 26 июля 1945 года в заплыве на 1500 м вольным стилем в возрасте 36 лет.
В годы Великой Отечественной войны подготовил более 3000 бойцов для армии. В военные и послевоенные годы (1943—1948) неоднократно был призёром чемпионатов страны по плаванию.
С 1952 года — тренер сборной СССР по плаванию, с 1955 по 1960 годы был главным тренером сборной страны. В этом качестве был старшим тренером сборной на Олимпиадах 1956 и 1960 годов. С 1962 по 1974 годы был председателем тренерского совета Ленинградской федерации плавания и старшим тренером сборной Ленинграда.
В. Китаев был игроком ватерпольных ленинградских команд «Динамо», ВМУЗ и ВМС, а также играл за сборную Ленинграда. Чемпион СССР 1928 года (в составе сборной Ленинграда), 1938 и 1939 годов (в составе команды «Динамо»), 1947 года (в составе команды ВМУЗ), 1950 года (в составе команды ВМС). Играл за сборную страны.
Работал доцентом кафедры плавания Института физкультуры им. Лесгафта, с 1948 по 1956 годы руководил кафедрой. Написал ряд учебных пособий для тренеров по плаванию. В 1975 году вышел на пенсию.

## Награды
- Орден «Знак Почёта» (27.04.1957) — «за успехи, достигнутые в деле развития массового физкультурного движения в стране, повышения мастерства советских спортсменов, и успешное выступление на международных соревнованиях»